# فورت گری
فورت گری (به انگلیسی: Fort Garry) یک منطقهٔ مسکونی در کانادا است که در وینیپگ واقع شده‌است. فورت گری یک پست تجاری شرکت هادسون بی در طلاقی رودخانه‌های رد و آسینیبوین بود که در سال ۱۸۲۲ تأسیس شد و در حال حاضر در مرکز شهر وینیپگ است.

## نگارخانه

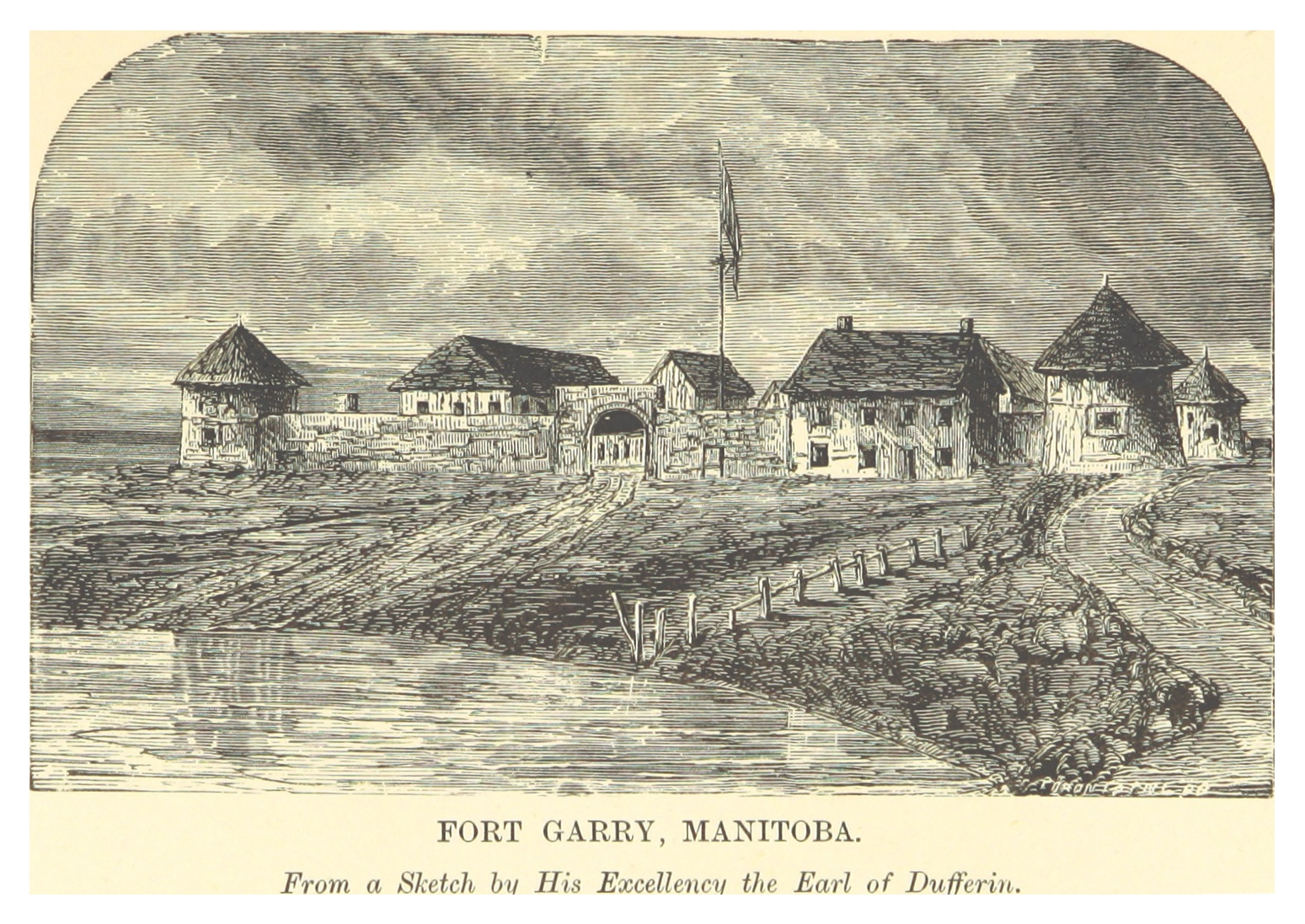
فورت گری
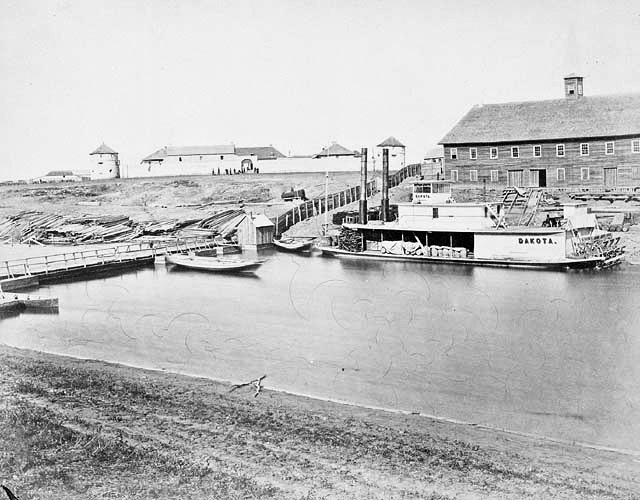
فورت گری بالا در اوایل دهه ۱۸۷۰
پارک هریتیج (میراث) فورت گری در سال ۲۰۰۷